# National Soccer League 1989-90
La National Soccer League 1989-90 fue la decimocuarta edición de la National Soccer League, la liga de fútbol profesional en Australia. El torneo estuvo organizado por la Federación de Fútbol de Australia (FFA). Esta competencia se disputó hasta 2004, para darle paso a la A-League (llamada Hyundai A-League), que comenzó en la temporada 2005-06.
Durante la temporada regular, los clubes disputaron 26 partidos, siendo el Marconi Fairfield el que más puntos acumuló, con un total de 38, seguido por el South Melbourne FC con 36.  Los cinco primeros equipos con mejores puntajes clasificaron a una ronda eliminatoria, para definir a los finalistas.  De los seis clasificados a las rondas eliminatorias, el Marconi Fairfield y Sydney Olympic llegaron a la final que se disputó el 21 de mayo de 1990.
La final la ganó el Sydney Olympic, por dos goles a cero. Edwards adelantó al equipo al minuto 34 de la primera etapa, mientras que Ironside anotó el segundo y definitivo a los 61 del segundo tiempo. De esta manera, el Sydney Olympic se consagró campeón del certamen, que sería su primer gran logro en la historia.
En cuanto a los premios de la competición, el futbolista con más goles fue David Seal del Sydney Croatia con 15 goles, Bertie Mariani del Marconi el mejor técnico y Zeljko Adzic del Melbourne Croatia el mejor jugador del año.

## Equipos participantes
| Equipo                   | Ciudad       | Estadio                         |
| ------------------------ | ------------ | ------------------------------- |
| Marconi Fairfield        | Fairfield    | Marconi Stadium                 |
| Wollongong Wolves        | Wollongong   | WIN Stadium                     |
| Adelaide City            | Adelaida     | Adelaide City Park              |
| APIA Leichhardt Tigers   | Leichhardt   | Lambert Park                    |
| Sydney Olympic           | Sídney       | Belmore Sports Ground           |
| Sunshine George Cross FC | Sunshine     | Chaplin Reserve                 |
| Parramatta Eagles        | Chester Hill | Melita Stadium                  |
| West Adelaide            | Adelaide     | Adelaide Shores Football Centre |
| South Melbourne          | Melbourne    | Lakeside Stadium                |
| Saint-George Saints FC   | Saint-George | St. George Stadium              |
| Preston Lions SC         | Preston      | B.T. Connor Reserve             |
| Melbourne Croatia FC     | Victoria     | Knights Stadium                 |
| Sydney Croatia FC        | Edensor Park | Sydney United Sports Centre     |
| Blacktown City FC        | Blacktown    | Lily Homes Stadium              |

## Clasificación
| Posición              | Equipo                 | PJ | PG | PE | PP | GF | GC | GD  | Puntos |
| --------------------- | ---------------------- | -- | -- | -- | -- | -- | -- | --- | ------ |
| 1                     | Marconi Fairfield      | 26 | 16 | 6  | 4  | 51 | 24 | +27 | 38     |
| 2                     | South Melbourne FC     | 26 | 15 | 6  | 5  | 42 | 23 | +19 | 36     |
| 3                     | Melbourne Croatia      | 26 | 14 | 7  | 5  | 49 | 26 | +23 | 35     |
| 4                     | Adelaide City          | 26 | 13 | 8  | 5  | 39 | 23 | +16 | 34     |
| 5                     | Sydney Olympic         | 26 | 12 | 7  | 7  | 40 | 25 | +15 | 31     |
| 6                     | APIA Leichhardt Tigers | 26 | 11 | 9  | 6  | 36 | 25 | +11 | 31     |
| 7                     | Sydney Croatia         | 26 | 10 | 6  | 10 | 40 | 39 | +1  | 26     |
| 8                     | Parramatta Eagles      | 26 | 10 | 6  | 10 | 31 | 31 | 0   | 26     |
| 9                     | Preston Lions FC       | 26 | 9  | 5  | 12 | 33 | 35 | -2  | 23     |
| 10                    | St. George Saints      | 26 | 7  | 7  | 12 | 35 | 44 | -9  | 21     |
| 11                    | Wollongong City        | 26 | 8  | 4  | 14 | 30 | 48 | -18 | 20     |
| 12                    | Sunshine George Cross  | 26 | 6  | 5  | 15 | 24 | 49 | -25 | 17     |
| 13                    | West Adelaide          | 26 | 5  | 4  | 17 | 21 | 54 | -33 | 14     |
| 14                    | Blacktown City FC      | 26 | 4  | 4  | 18 | 30 | 55 | -25 | 12     |
| Estadísticas finales. |                        |    |    |    |    |    |    |     |        |

| Nota: | Una victoria equivale a dos puntos y un empate a uno.                                                                    |
|       | |
|       | Clasificados a las rondas finales.                                                                                       |
|       | West Adelaide relegado a la National Premier Leagues South Australia y Blacktown City FC al National Premier Leagues NSW |

## Rondas finales

### Ronda preliminar
- South Melbourne 1:2 Melbourne CSC[6]
- Adelaide City	1:2 Sydney Olympic[7]

### Semifinal
- Marconi 1:0 Melbourne CSC[8]
- South Melbourne 0:1 Sydney Olympic[9]

### Final preliminar
- Melbourne CSC	1:2 Sydney Olympic[10]

### Gran Final
| 21 de mayo de 1990 | Marconi Fairfield | 0-2     | Sydney Olympic             |                           |                           |
|                    |                   | Reporte | Edwards 34' - Ironside 61' | Árbitro(s): Berti Mariani | Árbitro(s): Berti Mariani |

## Premios
- Jugador del año: Zeljko Adzic (Melbourne Croatia)[5]
- Jugador del año categoría sub-21: Paul Okon (Marconi)[5]
- Goleador del torneo: David Seal (Sydney Croatia - 15 goles)[5]
- Director técnico del año: Bertie Mariani (Marconi)[5]

### Otros datos de interés
- Partido con más goles:

St George 0:7 Marconi Fairfield, St George Stadium, Sydney, ante 1792 espectadores.
Wollongong City 7:0 West Adelaide, Brandon Park, Wollongong, ante 1102 espectadores.